# Gábor Talmácsi

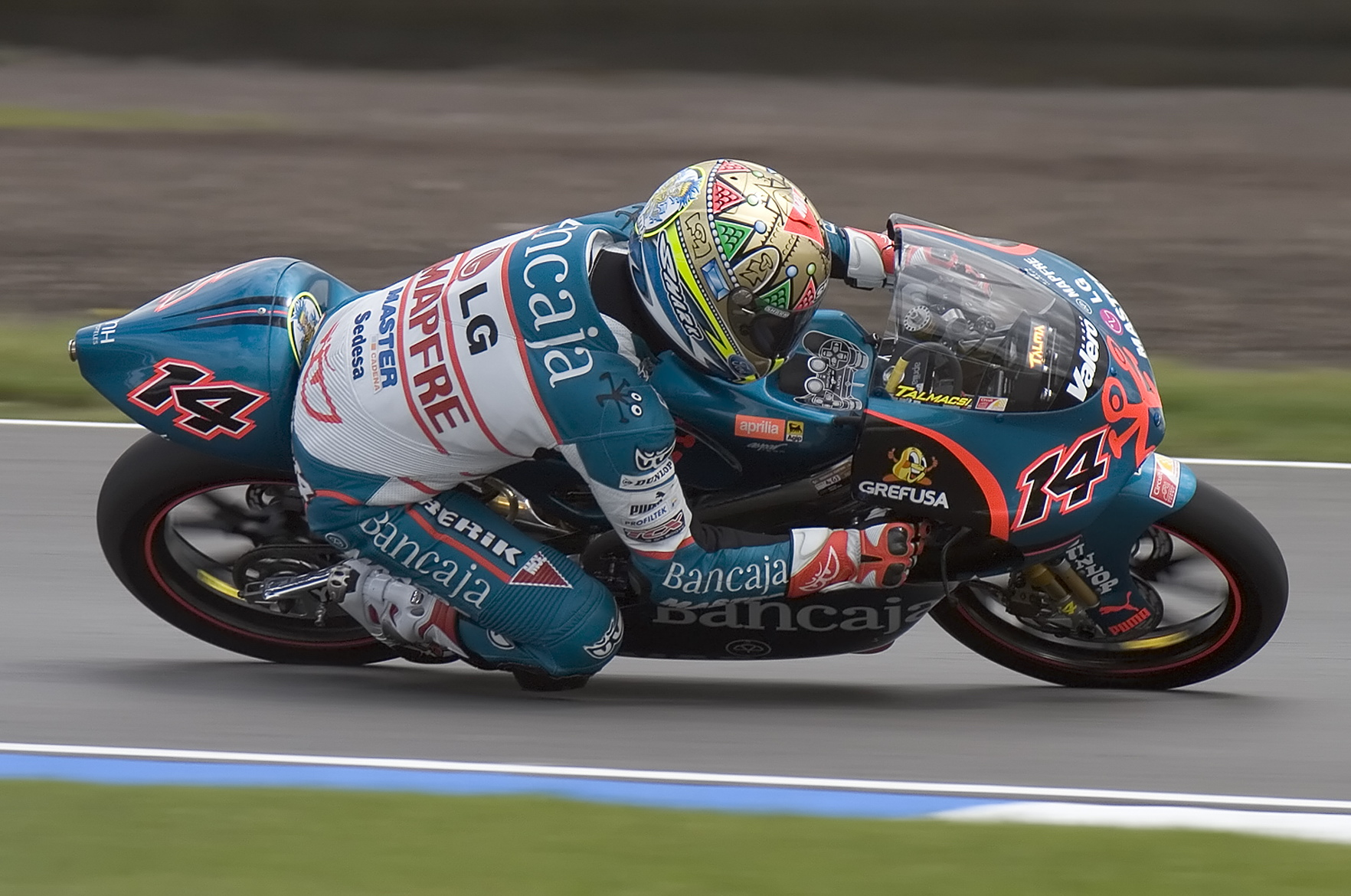
Talmácsi, Donington Park 2007

Gabor Talmácsi, född 28 maj 1981 i Budapest, är en ungersk roadracingförare, världsmästare i 125GP 2007. Han körde säsongen 2010 i Moto2-klassen på Speed Up.

## Biografi
Gabor Talmácsi började köra mini-motorcykel redan vid fyra års ålder. Som fjortonåring vann han ungerska mästerskapen i 125-klassen och började därefter köra i europamästerskapen i roadracing. Han gjorde sin debut i VM i Brno år 2000 som wild card-förare och kom på 20:e plats. Han fick sedan köra hela VM-serien 2001 i 125GP. Han blev då den förste ungraren på 20 år att genomföra en hel Grand Prix-säsong i roadracing. Efter att ha kört för Honda fram till 2002 och för Aprilia 2003 och 2004 kom framgångarna för Talmácsi med kontraktet som fabriksförare för KTM 2005. Han tog sin första pallplats i Kinas och vann sitt första Grand Prix i två tävlingar senare på Mugello. Det blev ytterligare två segrar 2005 i Holland och Qatar och en tredjeplats i VM-tabellen. Qatarsegern var ett kontroversiellt kapitel då han fått teamorder att hålla sig bakom Mika Kallio för att stödja dennes kampanj för mästerskapsseger. Talmácsi lydde dock inte teamordern utan spurtade förbi Kallio på sista rakan. Han fick därför sparken av KTM efter säsongens slut.
2006 återvände Talamcsi till Honda, men det blev ett mellanår med en tredjeplats i Brno som bäst. Inför 2007 skrev han på för Jorge Martinez'  Aspar Team  för att köra Aprilia. Säsongen blev en hård kamp med team-kollegan Héctor Faubel om VM-titeln. En kamp som avgjordes i sista deltävlingen i Valencia där Talmácsi blev tvåa efter Faubel och tog VM-titeln med 5 poäng tillgodo. Loppet var oerhört dramatiskt med Talmácsi som försökte dra ifrån, men Faubel lyckades få upp en klunga genom att lägga sig före och sänka Talmácsis tempo. Klungan kom ikapp, men Talmácsi tog andraplatsen, vilket räckte. På sin väg till världsmästerskapet tog han 282 poäng, 3 segrar, 10 pallplatser och 5 pole position.
Säsongen 2008 startade sämre för Talmácsi och en handskada satte definivt stopp för möjligheten att försvara VM-titeln. Han slutade trea med 206 poäng efter bland annat tre Grand Prix-segrar. Till 2009 gick Talmácsi upp till 250GP-klassen och det nya Balatonring-teamet. Bråk om bildrättigheter ledde till att Talmácsi lämnade teamet efter endast tre Grand Prix. Efter några veckor utan styrning fick Talmácsi kontrakt med Scot Racing i MotoGP-klassen och gjorde debut i Kataloniens MotoGP. Det blev totalt 19 poäng och en slutlig sjuttonde plats i VM-tabellen.
Säsongen 2010 körde Talmácsi i den nya Moto2-klassen för Speed Up-teamet. Bästa placering var tredjepatsen i Aragoniens Grand Prix. Han slutade totalt på sjätteplats med 109 poäng i världsmästerskapet. 2011 hade inte Talmácsi någon VM-styrning. I mitten av 2012 dök han upp i Supersport, där han fortsatte 2013 tills en elak olycka i Portugal ledde till skador som satte stopp för säsongen.

## Statistik 125GP
| Nr | Grand Prix    | År   |
| -- | ------------- | ---- |
| 1  | Italien       | 2005 |
| 2  | Nederländerna | 2005 |
| 3  | Qatar         | 2005 |
| 4  | Spanien       | 2007 |
| 5  | Tyskland      | 2007 |
| 6  | Malaysia      | 2007 |
| 7  | Nederländerna | 2008 |
| 8  | San Marino    | 2008 |
| 9  | Malaysia      | 2008 |

| Nr | Grand Prix | År   |
| -- | ---------- | ---- |
| 1  | Valencia   | 2005 |
| 2  | Qatar      | 2007 |
| 3  | Katalonien | 2007 |
| 4  | San Marino | 2007 |
| 5  | Portugal   | 2007 |
| 6  | Japan      | 2007 |
| 7  | Valencia   | 2007 |
| 8  | Italien    | 2008 |

| Nr | Grand Prix    | År   |
| -- | ------------- | ---- |
| 1  | Kina          | 2005 |
| 2  | Tjeckien      | 2006 |
| 3  | Nederländerna | 2007 |
| 4  | Kina          | 2008 |
| 5  | Katalonien    | 2008 |
| 6  | Tyskland      | 2008 |
| 7  | Australien    | 2008 |